# Правительство Республики Сербской
Правительство Республики Сербской (серб. Влада Републике Српске, босн. и хорв. Vlada Republike Srpske) — главный орган исполнительной власти Республики Сербской — составной части (энтитета) Боснии и Герцеговины. Его полномочия установлены Конституцией РС и рядом законов. В частности, оно предлагает на рассмотрение Народной скупщине законы, предлагает план развития Республики и проект бюджета, следит за реализацией и исполнением законов, организовывает деятельность министерств и т. д. Кроме того, именно Правительство принимает решение о создании представительств РС в странах мира.
Состав правительства образует Народная скупщина с учётом национальных квот: министрами должны быть 8 сербов, 5 босняков и 3 хорвата. Глава правительства и два его заместителя должны представлять все три конституционных народа республики.
Предшественником современного правительства являлся министерский совет из 24 человек, созданный 20 декабря 1991 года и работавший до 27 марта 1992 года. Ему на смену пришло первое правительство, сформированное 22 апреля 1992 года в Пале.

## Список министерств
Правительство РС состоит из следующих министерств:
- Министерство по вопросам европейской интеграции и международного сотрудничества[серб.]
- Министерство просвещения и культуры[серб.]
- Министерство финансов
- Министерство внутренних дел
- Министерство юстиции
- Министерство управления и местного самоуправления
- Министерство труда и защиты ветеранов и инвалидов[серб.]
- Министерство торговли и туризма[серб.]
- Министерство энергетики и горного дела[серб.]
- Министерство транспорта и связи[серб.]
- Министерство сельского хозяйства, лесных и водных ресурсов
- Министерство пространственного планирования, строительства и экологии[серб.]
- Министерство экономики и предпринимательства[серб.]
- Министерство здравоохранения и социальной защиты[серб.]
- Министерство научно-технического развития, высшего образования и информационного общества[серб.]
- Министерство семейной и молодёжной политики и спорта[серб.]

### Упраздненные министерства
- Министерство обороны[серб.] (1992—2006)
- Министерство иностранных дел[серб.] (1992—1998)
- Министерство по вопросам беженцев и перемещенных лиц[серб.] (1996—2018)

## Действующий состав Правительства
Оно стало семнадцатым по счёту правительством Республики Сербской и пришло на смену Первому кабинету министров Радована Вишковича. Голосование по предложенным кандидатурам проходило среди депутатов одиннадцатого созыва Народной скупщины Республики Сербской.
До избрания главой Правительства Вишкович был депутатом в Народной скупщине РС. Ряд министров из прошлого состава Правительства сохранили свои посты: Зора Видович (Министерство финансов), Ален Шеранич (Министерство здравоохранения и социальной защиты), Сенка Юич (Министерство управления и местного самоуправления), Петар Джокич (Министерство энергетики и горного дела). Другие министерства получили новых руководителей.

## Обзор сербских правительств в Боснии и Герцеговине
После того, как 15 октября 1991 года мусульманские и хорватские депутаты Народной скупщины приняли «Меморандум о суверенитете Боснии и Герцеговины», сербские депутаты объявили о бойкоте парламента, а 24 октября 1991 года была созвана Скупщина сербского народа в Боснии и Герцеговине (серб. Скупштина српског народа у Босни и Херцеговини), принявшая решение, «что сербский народ остаётся в совместном государстве Югославии с Сербией, Черногорией, Краиной, Славонией, Бараньей и Западным Сремом».
9 ноября 1991 года это решение было подтверждено проведённым в сербских общинах референдумом сербского народа в Боснии и Герцеговине. 21 декабря 1991 года в формирующейся сербской государственности был образован Совет министров во главе с его президентом (серб. Председник министарског вијећа).
|   | Портрет | Имя                                                            | Начало полномочий | Конец полномочий | Партия                          | Кабинет            |
| - | ------- | -------------------------------------------------------------- | ----------------- | ---------------- | ------------------------------- | ------------------ |
| 1 |         | Миодраг Симович (1952—) серб. Миодраг Симовић, Miodrag Simović | 21 декабря 1991   | 9 января 1992    | Сербская демократическая партия | Министерский совет |

### Республика Сербского Народа Боснии и Герцеговины (1992)
9 января 1992 года была провозглашена Республика Сербского Народа Боснии и Герцеговины (серб. Република српског народа Босне и Херцеговине), 7 апреля 1992 года объявившая о независимости («от Боснии и Герцеговины, но не от Югославии»). После принятия 28 февраля 1992 года конституции республики, 22 апреля 1992 года было образовано правительство во главе с его президентом (серб. Председник Владе).
12 августа 1992 года республика была переименована в Республику Сербскую.
|                            | Портрет | Имя                                                            | Начало полномочий | Конец полномочий | Партия                          | Кабинет            |
| -------------------------- | ------- | -------------------------------------------------------------- | ----------------- | ---------------- | ------------------------------- | ------------------ |
| президент Совета министров |         |                                                                |                   |                  |                                 |                    |
| 1                          |         | Миодраг Симович (1952—) серб. Миодраг Симовић, Miodrag Simović | 9 января 1992     | 22 апреля 1992   | Сербская демократическая партия | Министерский совет |
| президент Правительства    |         |                                                                |                   |                  |                                 |                    |
| 2                          |         | Бранко Джерич (1948—) серб. Бранко Ђерић, Branko Đerić         | 22 апреля 1992    | 12 августа 1992  | Сербская демократическая партия | Джерич             |

### Республика Сербская
12 августа 1992 года Республика Сербского Народа Боснии и Герцеговины была переименована в Республику Сербскую (серб. Република Српска). 5 октября 1996 года Республика Сербская была интегрирована как энтитет в квази-федеративную Боснию и Герцеговину.
|            | Портрет         | Имя                                                                    | Начало полномочий | Конец полномочий | Партия | Выборы         | Кабинет       | Пр.         |
| ---------- | --------------- | ---------------------------------------------------------------------- | ----------------- | --- | --- | -------------- | ------------- | ----------- |
| (2)        |                 | Бранко Джерич (1948—) серб. Бранко Ђерић, Branko Đerić                 | 12 августа 1992   | 20 января 1993 | Сербская демократическая партия | (1990)         | Джерич        | [ 15 ]      |
| 3          |                 | Владимир Лукич (1933—) серб. Владимир Лукић, Vladimir Lukić            | 20 января 1993    | 18 августа 1994 | Сербская демократическая партия | (1990)         | Лукич         | [ 16 ]      |
| 4          |                 | Душан Козич (1958—) серб. Душан Козић, Dušan Kozić                     | 18 августа 1994   | 16 октября 1995 | Сербская демократическая партия | (1990)         | Козич         | [ 17 ]      |
| 5          |                 | Райко Касагич (1942—) серб. Рајко Касагић, Rajko Kasagić               | 16 октября 1995   | 18 мая 1996 | Сербская демократическая партия | (1990)         | Касагич       | [ 18 ]      |
| 6 (I—II)   |                 | Гойко Кличкович (1955—) серб. Гојко Кличковић, Gojko Kličković         | 18 мая 1996       | 27 ноября 1996 | Сербская демократическая партия | 1996           | Кличкович (I) | [ 19 ]      |
| 6 (I—II)   | 27 ноября 1996  | Гойко Кличкович (1955—) серб. Гојко Кличковић, Gojko Kličković         | 18 января 1998    | 1997 | Сербская демократическая партия | Кличкович (II) | [ 20 ]        |             |
| 7 (I)      |                 | Милорад Додик (1959—) серб. Милорад Додик, Milorad Dodik               | 18 января 1998    | 12 января 2001 | Союз независимых социал-демократов | 1998           | Додик (I)     | [ 21 ]      |
| 8          |                 | Младен Иванич (1958—) серб. Младен Иванић, Mladen Ivanić               | 12 января 2001    | 17 января 2003 | Партия демократического прогресса | 2000           | Иванич        | [ 22 ]      |
| 9          |                 | Драган Микеревич (1955—) серб. Драган Микеревић, Dragan Mikerević      | 17 января 2003    | 15 февраля 2005 | Партия демократического прогресса | 2002           | Микеревич     | [ 23 ]      |
| 10         |                 | Петар Букейлович (1946—) серб. Петар Букејловић, Petar Bukejlović      | 15 февраля 2005   | 28 февраля 2006 | Сербская демократическая партия | 2002           | Букейлович    | [ 24 ]      |
| 7 (II—III) |                 | Милорад Додик (1959—) серб. Милорад Додик, Milorad Dodik               | 28 февраля 2006   | 30 ноября 2006 | Союз независимых социал-демократов | 2006           | Додик (II)    | [ 25 ]      |
| 7 (II—III) | 30 ноября 2006  | Милорад Додик (1959—) серб. Милорад Додик, Milorad Dodik               | 15 ноября 2010    | Додик (III) | Союз независимых социал-демократов | 2006           | [ 26 ]        |             |
| и. о.      |                 | Антон Касипович (1956—) хорв. Anton Kasipović, серб. Антон Касиповић   | 15 ноября 2010    | Додик (III) | 29 декабря 2010 | 2006           | [ 26 ]        | независимый |
| 11         |                 | Александар Джомбич (1968—) серб. Александар Џомбић, Aleksandar Džombić | 29 декабря 2010   | 12 марта 2013 | Союз независимых социал-демократов в коалиции с Социалистической партией и Хорватским демократическим содружеством Боснии и Герцеговины                                                       | 2010           | Джомбич       | [ 28 ]      |
| 12 (I—II)  |                 | Желька Цвиянович (1967—) серб. Жељка Цвијановић, Željka Cvijanović     | 12 марта 2013     | 18 декабря 2014 | Союз независимых социал-демократов в коалиции с Социалистической партией, Демократическим народным союзом и Хорватским демократическим содружеством Боснии и Герцеговины                      | 2010           | Цвиянович (I) | [ 29 ]      |
| 12 (I—II)  | 18 декабря 2014 | Желька Цвиянович (1967—) серб. Жељка Цвијановић, Željka Cvijanović     | 15 ноября 2018    | 2014 | Союз независимых социал-демократов в коалиции с Социалистической партией, Демократическим народным союзом и Хорватским демократическим содружеством Боснии и Герцеговины                      | Цвиянович (II) | [ 30 ]        |             |
| и. о.      |                 | Сребренка Голич (1958—) серб. Сребренка Голић                          | 15 ноября 2018    | 18 декабря 2018 | Союз независимых социал-демократов в коалиции с Социалистической партией, Демократическим народным союзом и Хорватским демократическим содружеством Боснии и Герцеговины                      | Цвиянович (II) | [ 30 ]        | 2018        |
| 13         |                 | Радован Вишкович (1964—) серб. Радован Вишковић                        | 18 декабря 2018   | 21 декабря 2022 | Союз независимых социал-демократов в коалиции с Социалистической партией, Демократическим народным союзом, Демократическим союзом, Объединённой Сербской и Народным демократическим движением | Вишкович (I)   | [ 32 ] [ 33 ] | 2018        |
| 13         | 21 декабря 2022 | Радован Вишкович (1964—) серб. Радован Вишковић                        | действующий       | Союз независимых социал-демократов в коалиции с Социалистической партией, Демократическим союзом, Объединённой Сербской, Народной партией Сербской и Движением за государство | 2022 | Вишкович (II)  | [ 34 ] [ 35 ] |             |